# 크리스천 기츠햄
크리스토퍼 월리엄 "크리스" 기츠햄(영어: Christopher William "Chris" Gitsham, 1888년 10월 15일 ~ 1956년 6월 16일)은 남아프리카 연방의 육상 선수로 주로 남자 마라톤에 참가했다.
기츠햄은 1912년 스톡홀름 올림픽에 출전했고 남자 마라톤 종목에서 은메달을 획득하였다. 8년 후, 그는 안트베르펀 올림픽 마라톤에도 참가했지만 결승에 진출하지 못했다.

## 참조
1. ↑  “크리스천 기츠햄의 올림픽 성적”. 《sports-reference.com》. 2012년 11월 2일에 원본 문서에서 보존된 문서. 2012년 10월 5일에 확인함.